# Lista de primeiras-damas do estado de Minas Gerais
Esta é a lista que reúne as primeiras-damas do estado de Minas Gerais.
O termo é usado pela esposa do governador de Minas gerais quando este está exercendo os plenos direitos do cargo. Em uma ocasião especial, o título pode ser aplicado a mulheres que não são esposas, quando o governador é solteiro ou viúvo. Atualmente, não existe ocupação para este título, visto que, o governador Romeu Zema é divorciado.
| Nº                                 | Nome                               | Imagem                             | Início do mandato       | Fim do mandato          | Governador(a)                      | Notas e Referências |
| ---------------------------------- | ---------------------------------- | ---------------------------------- | ----------------------- | ----------------------- | ---------------------------------- | ------------------- |
| 1                                  | Maria Silvana Pitanga Pires        |                                    | 17 de novembro de 1889  | 24 de novembro de 1889  | Antônio Olinto Pires               |                     |
| 2                                  | Amélia Alvim                       |                                    | 24 de novembro de 1889  | 10 de fevereiro de 1890 | Cesário Alvim                      |                     |
| 3                                  | Helena de Barros Pinheiro          |                                    | 10 de fevereiro de 1890 | 20 de julho de 1890     | João Pinheiro                      |                     |
| 4                                  | Maria Augusta da Rocha             |                                    | 20 de julho de 1890     | 23 de julho de 1890     | Domingos José da Rocha             |                     |
| 5                                  | Adelaide Bias Fortes               |                                    | 23 de julho de 1890     | 5 de agosto de 1890     | Jacques Bias Fortes                |                     |
| —                                  | Maria Augusta da Rocha             |                                    | 5 de agosto de 1890     | 13 de agosto de 1890    | Domingos José da Rocha             |                     |
| —                                  | Adelaide Bias Fortes               |                                    | 13 de agosto de 1890    | 3 de outubro de 1890    | Jacques Bias Fortes                |                     |
| —                                  | Maria Augusta da Rocha             |                                    | 3 de outubro de 1890    | 28 de dezembro de 1890  | Domingos José da Rocha             |                     |
| —                                  | Adelaide Bias Fortes               |                                    | 28 de dezembro de 1890  | 27 de dezembro de 1890  | Jacques Bias Fortes                |                     |
| 6                                  | Júlia Emília Viana Barbosa         |                                    | 27 de dezembro de 1890  | 6 de janeiro de 1891    | Frederico Augusto Álvares da Silva |                     |
| —                                  | Adelaide Bias Fortes               |                                    | 6 de janeiro de 1891    | 12 de fevereiro de 1891 | Jacques Bias Fortes                |                     |
| —                                  | Júlia Emília Viana Barbosa         |                                    | 12 de fevereiro de 1891 | 18 de março de 1891     | Frederico Augusto Álvares da Silva |                     |
| 7                                  | Vera Monteiro de Barros de Suckow  |                                    | 18 de março de 1891     | 16 de junho de 1891     | Augusto de Lima                    |                     |
| 8                                  | Amélia Alvim                       |                                    | 16 de junho de 1891     | 9 de fevereiro de 1892  | Cesário Alvim                      |                     |
| 9                                  | Matilde da Silva Reis Cerqueira    |                                    | 9 de fevereiro de 1892  | 13 de julho de 1892     | Eduardo Ernesto Gama               |                     |
| 10                                 | Guilhermina Pena                   |                                    | 14 de julho de 1892     | 7 de setembro de 1894   | Afonso Pena                        |                     |
| 11                                 | Adelaide Bias Fortes               |                                    | 7 de setembro de 1894   | 7 de setembro de 1898   | Jacques Bias Fortes                |                     |
| 12                                 | Esther Brandão                     |                                    | 7 de setembro de 1898   | 21 de fevereiro de 1902 | Silviano Brandão                   |                     |
| 13                                 | Virgínia Wellerson de Senna        |                                    | 21 de fevereiro de 1902 | 7 de setembro de 1902   | Joaquim Cândido Senna              |                     |
| 14                                 | Adalgisa de Aquino Sales           |                                    | 7 de setembro de 1902   | 7 de setembro de 1906   | Francisco Salles                   |                     |
| 15                                 | Helena de Barros Pinheiro          |                                    | 7 de setembro de 1906   | 25 de outubro de 1908   | João Pinheiro                      |                     |
| 16                                 | Hilda Bueno Brandão                |                                    | 27 de outubro de 1908   | 3 de abril de 1909      | Júlio Bueno Brandão                |                     |
| 17                                 | Maria Pereira Gomes                |                                    | 3 de abril de 1909      | 7 de setembro de 1910   | Venceslau Brás                     |                     |
| 18                                 | Hilda Bueno Brandão                |                                    | 7 de setembro de 1910   | 7 de setembro de 1914   | Júlio Bueno Brandão                |                     |
| 19                                 | Francisca Ribeiro de Abreu         |                                    | 7 de setembro de 1914   | 7 de setembro de 1918   | Delfim Moreira                     |                     |
| 20                                 | Clélia Bernardes                   |                                    | 7 de setembro de 1918   | 7 de setembro de 1922   | Arthur Bernardes                   |                     |
| 21                                 | Araci Emília von Sperling          |                                    | 7 de setembro de 1922   | 4 de agosto de 1924     | Raul Soares de Moura               |                     |
| Vago; o governador era solteiro.   | Vago; o governador era solteiro.   | Vago; o governador era solteiro.   | 4 de agosto de 1924     | 21 de dezembro de 1924  | Olegário Maciel                    |                     |
| 22                                 | Alfida Vianna                      |                                    | 21 de dezembro de 1924  | 7 de setembro de 1926   | Fernando de Mello Vianna           |                     |
| 23                                 | Julieta Lima Guimarães             |                                    | 7 de setembro de 1926   | 7 de setembro de 1930   | Antônio Carlos Ribeiro de Andrada  |                     |
| Vago; o governador era solteiro.   | Vago; o governador era solteiro.   | Vago; o governador era solteiro.   | 7 de setembro de 1930   | 5 de setembro de 1933   | Olegário Maciel                    |                     |
| 24                                 | Maria de Alencastro Massot         |                                    | 5 de setembro de 1933   | 15 de dezembro de 1933  | Gustavo Capanema                   |                     |
| 25                                 | Odete Valadares Ribeiro            |                                    | 15 de dezembro de 1933  | 4 de novembro de 1945   | Benedito Valadares                 |                     |
| Vago; o governador era solteiro.   | Vago; o governador era solteiro.   | Vago; o governador era solteiro.   | 4 de novembro de 1945   | 3 de fevereiro de 1946  | Nísio Batista                      |                     |
| 26                                 | Zuleica Marinho Beraldo            |                                    | 3 de fevereiro de 1946  | 14 de agosto de 1946    | João Beraldo                       |                     |
| 27                                 | Maria Ratton de Carvalho           |                                    | 14 de agosto de 1946    | 16 de novembro de 1946  | Júlio Ferreira de Carvalho         |                     |
| 28                                 | Djanira Vieira Lima                |                                    | 17 de novembro de 1946  | 20 de dezembro de 1946  | Noraldino Lima                     |                     |
| 29                                 | Guiomar Ferreira Alves Lins        |                                    | 21 de dezembro de 1946  | 19 de março de 1947     | Alcides Lins                       |                     |
| 30                                 | Déa Dantas Campos                  |                                    | 19 de março de 1947     | 31 de janeiro de 1951   | Milton Campos                      |                     |
| 31                                 | Sarah Kubitschek                   |                                    | 31 de janeiro de 1951   | 31 de março de 1955     | Juscelino Kubitschek               | [ 2 ]               |
| 32                                 | Lia Portocarrero Salgado           |                                    | 31 de março de 1955     | 31 de janeiro de 1956   | Clóvis Salgado                     |                     |
| 33                                 | Francisca Tamm Bias Fortes         |                                    | 31 de janeiro de 1956   | 31 de janeiro de 1961   | José Bias Fortes                   | [ 3 ]               |
| 34                                 | Berenice Magalhães Pinto           |                                    | 31 de janeiro de 1961   | 31 de janeiro de 1966   | Magalhães Pinto                    | [ 4 ]               |
| 35                                 | Coracy Uchôa Pinheiro              |                                    | 31 de janeiro de 1966   | 15 de março de 1971     | Israel Pinheiro                    | [ 5 ]               |
| 36                                 | Marina Pacheco                     |                                    | 15 de março de 1971     | 15 de março de 1975     | Rondon Pacheco                     | [ 6 ]               |
| 37                                 | Vivi Chaves                        |                                    | 15 de março de 1975     | 5 de julho de 1978      | Aureliano Chaves                   |                     |
| 38                                 | Cybele Pinto Coelho                |                                    | 5 de julho de 1978      | 15 de março de 1979     | Ozanam Coelho                      | [ 7 ]               |
| 39                                 | Latife Haddad Pereira Santos       |                                    | 15 de março de 1979     | 15 de março de 1983     | Francelino Pereira                 |                     |
| 40                                 | Risoleta Neves                     |                                    | 15 de março de 1983     | 14 de agosto de 1984    | Tancredo Neves                     | [ 8 ]               |
| Vago; o governador era divorciado. | Vago; o governador era divorciado. | Vago; o governador era divorciado. | 14 de agosto de 1984    | 15 de março de 1987     | Hélio Garcia                       | [ 9 ]               |
| 41                                 | Maria Lúcia Cardoso                |                                    | 15 de março de 1987     | 15 de março de 1991     | Newton Cardoso                     | [ 10 ]              |
| Vago; o governador era divorciado. | Vago; o governador era divorciado. | Vago; o governador era divorciado. | 15 de março de 1991     | 1 de janeiro de 1995    | Hélio Garcia                       | [ 9 ]               |
| 42                                 | Heloísa Azeredo                    |                                    | 1 de janeiro de 1995    | 1 de janeiro de 1999    | Eduardo Azeredo                    | [ 11 ]              |
| Vago; o governador era divorciado. | Vago; o governador era divorciado. | Vago; o governador era divorciado. | 1 de janeiro de 1999    | 1 de janeiro de 2003    | Itamar Franco                      |                     |
| Vago; o governador era divorciado. | Vago; o governador era divorciado. | Vago; o governador era divorciado. | 1 de janeiro de 2003    | 31 de março de 2010     | Aécio Neves                        |                     |
| Vago; o governador era solteiro.   | Vago; o governador era solteiro.   | Vago; o governador era solteiro.   | 31 de março de 2010     | 4 de abril de 2014      | Antônio Anastasia                  |                     |
| 43                                 | Célia Pinto Coelho                 |                                    | 4 de abril de 2014      | 1 de janeiro de 2015    | Alberto Pinto Coelho Jr            | [ 7 ]               |
| 44                                 | Caroline Pimentel                  |                                    | 1 de janeiro de 2015    | 1 de janeiro de 2019    | Fernando Pimentel                  | [ 12 ]              |
| Vago; o governador é divorciado.   | Vago; o governador é divorciado.   | Vago; o governador é divorciado.   | 1 de janeiro de 2019    | até a atualidade        | Romeu Zema                         |                     |